# Castillo de Pomoriany
El Castillo de Pomoriany (en ucraniano: Поморянський замок) es un castillo en ruinas en el pueblo de Pomoryany, raión de Zolochiv, óblast de Leópolis, Ucrania. Se originó en el siglo XVI como una residencia noble bien fortificada a la orilla del río Zolota Lypa. Los primeros propietarios del castillo incluyen a Mikolaj Świnka y a Jan Sienieński.
La propiedad sufrió mucho a manos de los cosacos y los turcos (1675, 1684), pero Jan III Sobieski invirtió en la restauración con el fin de hacer de Pomorzany una de sus residencias campestres. La muerte de Sobieski en 1696 fue seguido por otro largo periodo de decadencia.
Tras la campaña de septiembre, el edificio fue adaptado para su uso como escuela, pero fue finalmente abandonado a pudrir en la década de 1970.